# Microplitis bambusanus
Microplitis bambusanus är en stekelart som beskrevs av De Saeger 1944. Microplitis bambusanus ingår i släktet Microplitis och familjen bracksteklar. Inga underarter finns listade i Catalogue of Life.